# Liga Mocarstwowego Rozwoju Polski
Liga Mocarstwowego Rozwoju Polski – organizacja polityczna skupiająca radykalnych piłsudczyków, utworzona po przewrocie majowym. Jej działalności patronował jako minister spraw wewnętrznych Felicjan Sławoj Składkowski, sekretarzem generalnym LMRP był Mieczysław Skrzetuski, do czołowych działaczy należeli Antoni Jakubowski, Tytus Wincenty Czaki i Tadeusz Waryński (syn Ludwika Waryńskiego). Organem Ligi był tygodnik "Nowa Kadrowa" (1930-1931). Choć działacze LMRP wywodzili się z Polskiej Partii Socjalistycznej głosili hasła bezwzględnej rozprawy z antysanacyjną opozycją i zastąpienia demokracji parlamentarnej ustrojem korporacyjnym wzorowanym na faszystowskich Włoszech. 

## Literatura
Jarosław Tomasiewicz: Naprawa czy zniszczenie demokracji? Tendencje autorytarne i profaszystowskie w polskiej myśli politycznej 1921–1935. Wydawnictwo Uniwersytetu Śląskiego,  Katowice 2012,  ISBN 978-83-226-2125-7, s.  260-266.